# Těšínka

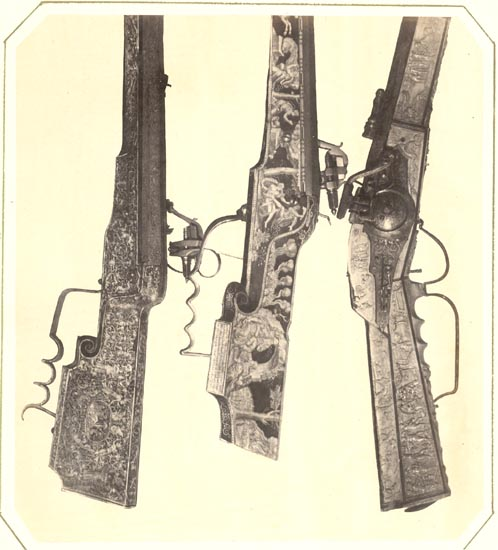
Tři těšínky ze 17. století, foto Andreas Groll

Těšínky byly lehké jednohlavňové drážkované lovecké pušky malé ráže (6–10 mm) s charakteristickým silně skloněným hlavištěm pažby a kolečkovým zámkem s vnějším napínacím pérem. Pažbu měly bohatě zdobenou, jednak intarziemi z rohoviny, perleti či slonoviny, dále mosaznými či stříbrnými destičkami s figurální i ornamentální rytinou.
Vyráběly se od poloviny 16. století do poloviny 18. století, v 19. století jejich označení převzaly flaubertky.
Název pochází od města Těšína, ale vyráběly se též v dalších městech ve Slezsku i v českých zemích. Jejich napodobeninami byly saské kulovnice s kolečkovým zámkem. 